# Grover Norquist

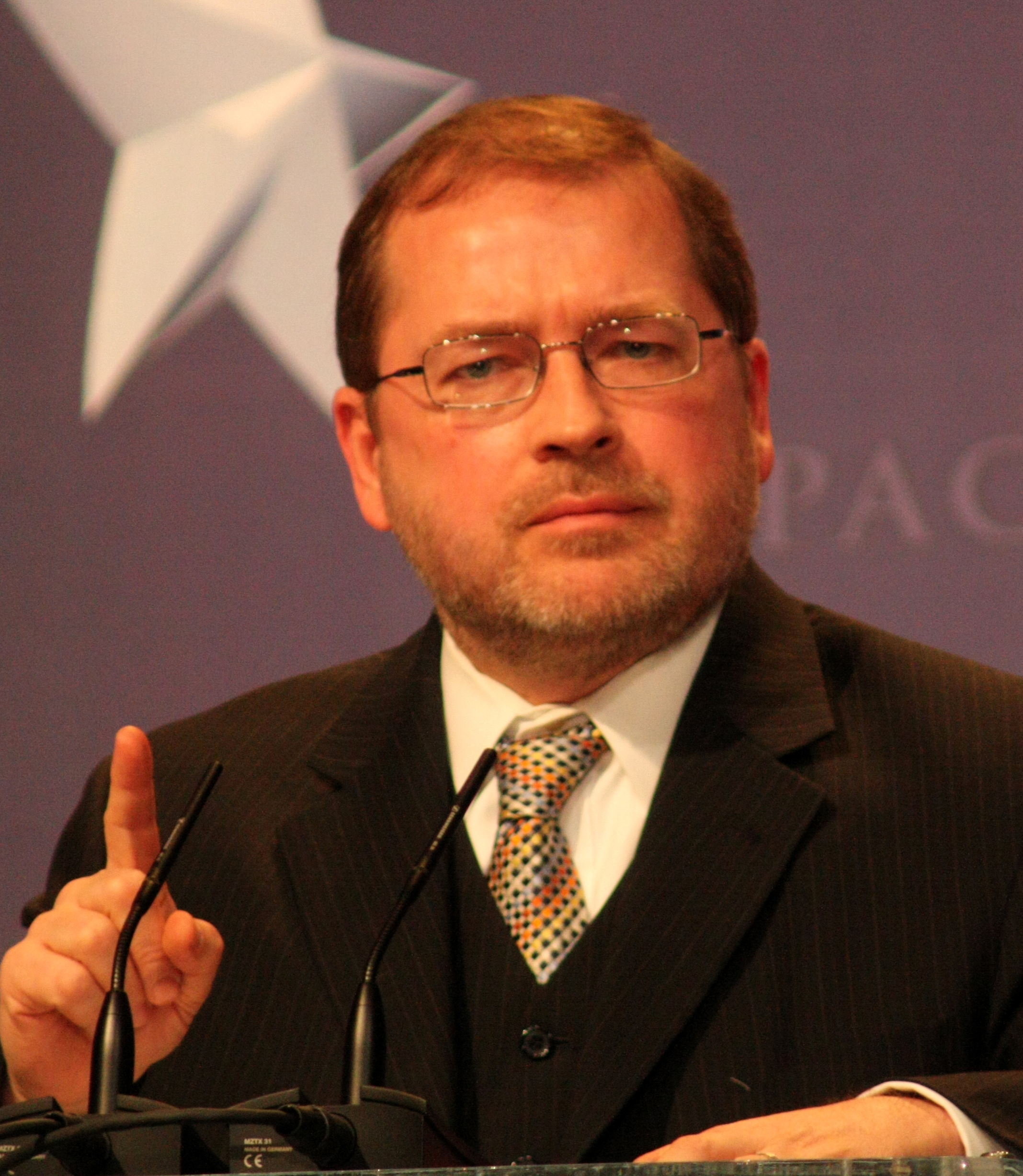
Grover Norquist (2010)

Grover Glenn Norquist (* 19. Oktober 1956 in Sharon, Pennsylvania) ist ein libertärer Aktivist und Lobbyist. Er ist Mitglied der Republikanischen Partei Präsident der einflussreichen Interessenvertretung Americans for Tax Reform.

## Leben und Wirken
Norquist erhielt den Bachelor of Arts in Ökonomie und den Master of Business Administration an der Harvard University. Er gründete die Lobbygruppe Americans for Tax Reform 1985 auf Betreiben des damaligen US-Präsidenten Ronald Reagan und hat seit 1986 fast allen Kongress-Abgeordneten der Republikanischen Partei das Gelöbnis abgenommen, niemals die Steuern zu erhöhen. Diese Politik führte laut Kritikern zur US-Haushaltskrise 2011. Norquist hält dies nicht für ein Problem, sondern sieht darin eine „Chance für alle Steuerzahler“. Nun sei die Regierung gezwungen, die Ausgaben des Staates deutlich zu reduzieren. Einen möglichen Kompromiss, große Einsparungen mit auch nur minimalen Steuererhöhungen zu verknüpfen, lehnt er strikt ab.
Norquist war maßgeblich an der Präsidentschaftskandidatur von George W. Bush im Jahre 2000 beteiligt.
Norquist ist Mitglied im Vorstand der National Rifle Association.
Er lebt mit seiner Frau, Samah Norquist, und den beiden gemeinsamen Töchtern in Washington, D.C.
Samah Norquist leitete bei USAID die Umsetzung von Präsident Trumps Executive Order zur Förderung der internationalen Religionsfreiheit.
Gemeinsam mit dem Netzwerk von Charles Koch verhinderte er, dass die USA unter Barack Obama einen CO₂-Preis einführten.

## Positionen
Norquist vertritt libertäre Ansichten. Kernanliegen seiner Politik sind neben dem Kampf gegen Steuern die Verhinderung jeglicher staatlicher Regulierung zum Klimaschutz und der Einsatz für Superreiche. Er ist ebenfalls ein Gegner von Abtreibungen. Bekannt ist er für seinen Ausspruch: „Ich will die Regierung nicht abschaffen. Ich will sie nur auf eine Größe reduzieren, in der ich sie ins Bad zerren und in der Wanne ertränken könnte.“

## Werke
- Rock the House, Ft. Lauderdale, Fla, VYTIS Press, 1995, ISBN 0-9645786-0-3.
- Center of the American Experiment (Hrsg.): Taxes: The Economic & Philosophical Necessity of Real Reform. Minneapolis, MN 1996, OCLC 37889749.
- America is freedom. In: Deaver, Michael K. (Hrsg.): Why I Am a Reagan Conservative. W. Morrow, New York 2005, ISBN 0-06-055976-4.
- Leave Us Alone: Getting the Governments Hands Off Our Money, Our Guns, Our Lives. Morrow, New York 2008, ISBN 978-0-06-113395-4.
- mit John R. Lott jr.: Debacle.[7]